# Peringueyomyina barnardi
Peringueyomyina barnardi är en tvåvingeart som beskrevs av Alexander 1921. Peringueyomyina barnardi ingår i släktet Peringueyomyina och familjen Tanyderidae. Inga underarter finns listade i Catalogue of Life.